# 13928 Aaronrogers
A 13928 Aaronrogers (ideiglenes jelöléssel 1987 UT) a Naprendszer kisbolygóövében található aszteroida. Edward L. G. Bowell fedezte fel 1987. október 26-án.